# 山形第一信用組合
山形第一信用組合（やまがただいいちしんようくみあい）は、山形県東置賜郡高畠町に本店を置く信用組合である。
山形県内に本拠を置く信用組合としては唯一、しんくみ お得ねっとの提携に参加している。このためATMでは、しんくみ お得ねっと提携信用組合のカードによる出金は自組合扱いとなる。

## 店舗展開
山形県東置賜地区を基盤とし、店舗展開をしている。
- 高畠町 - 本店、糠野目支店の2店
- 南陽市 - 宮内支店、赤湯支店、赤湯西支店の3店
- 米沢市 - 米沢支店、米沢北支店の2店

## 沿革[3]
- 1953年8月 東置賜信用組合として設立。
- 1962年4月 山形県第一信用組合に改称。
- 1984年6月 山形第一信用組合に改称。
- 1992年7月 全国信用組合共同センター（SKC）に加盟。
- 2013年2月 でんさいネット取扱開始。
- 2014年11月 荘内銀行との ATM 手数料相互無料提携を開始[4]。
- 2018年6月 営業地区に上山市を加える[5]。
- 2021年4月 セブン銀行ATM利用時の手数料を全時間帯、有料とした[6]。